# Incursión española en las islas Querquenes
La incursión española en las islas Querquenes de 1611 fue una expedición de saqueo española a las Querquenes, archipiélago del Túnez otomano. Comandada por Álvaro de Bazán y Benavides, marqués de Santa Cruz, capitán de las galeras de Nápoles, resultó en una victoria sobre los turcos y piratas berberiscos locales.

## Trasfondo
La operación fue concebida desde la corte como una manera de debilitar la presencia local turca y hacer galeotes para los escuadrones mediterráneos de galeras. El 12 de septiembre salió Bazán de Sicilia con doce galeras de Nápoles, siete de Sicilia a las órdenes del capitán general interino Octavio de Aragón, once de Génova y cinco de la Orden de San Juan de Malta, estas últimas cedidas por el gran maestre de la orden, Alof de Vignacourt. En la flota iban embarcadas tropas de Malta y de los Tercios de Sicilia y Lombardía, además de la prestigiosa infantería de marina hispánica de Nápoles. La expedición se topó con un mal tiempo constante, debiendo detenerse varias veces y recalar en Lampedusa antes de llegar a Túnez.

## Batalla
Bazán atracó la flota en secreto cerca de las Querquenes, y ordenó al capitán Diego Pimentel, hijo del duque Juan Alonso Pimentel de Herrera, que bloquease el paso entre las islas y la costa con seis galeras y otras tantas falúas. Una vez encontrada la ubicación, que tuvo que ser explorada in situ porque no disponían de pilotos que conocieron la zona.
El día 27 la flota estuvo frente a las islas, y avistando las torres y fortificaciones construidas por los tunecinos, llevaron a cabo un desembarco anfibio contra ellos con ayuda de la artillería. La infantería, dividida en tres escuadrones mandados por Sancho de Luna y Luis de Córdoba, peinó la isla de isla oriental, quemando todos los edificios y haciéndose con todo el ganado vacuno que encontraron.
Poco después asaltaron el bastión que los turcos mantenían en la isla occidental, para lo que se valieron de un prisionero moro a quien entregaron la libertad a cambio de descubrirles el lugar. Bazán ordenó que la infantería vadease el brazo de mar entre las islas con la marea baja, y que una vez llegados se uniese la caballería de Antonio de Mendoza, pero el plan se vino abajo cuando varios jinetes nobles, entre los que se hallaba Juan de Ávalos, hermano del marqués de Pescara, atacaron antes de tiempo. La caballería aliada quedó atrapada en una zona de cieno y recibió bajas mientras la infantería trataba de asistirlas, hasta que por fin lograron rehacer la formación.
Los aliados finalmente vencieron la resistencia local, aniquilando a 380 defensores en campo abierto y obligando a los demás a huir de sus fortificaciones, matando a 300 más y capturando a 500 de ellos antes de que el resto huyera en botes a la costa tunecina. Sin encontrar más enemigos locales, Bazán dio la orden de regresar a las galeras y volver a Sicilia.

## Posterioridad
A pesar de su relativo éxito, la incursión fue criticada por el virrey de Sicilia, Pedro Téllez-Girón, duque de Osuna, que advirtió a la corte que aquella clase de operaciones solemnes estaban mal planteabas y resultaban demasiado costosas a cambio muy poca ganancia. A causa de ello, Osuna inició un plan para reformar las escuadras de Sicilia de su propio bolsillo, a fin de volverlas más potentes y eficientes. La medida pronto se saldó con un enorme éxito en su propia incursión a Túnez el año siguiente, en la que una flota corsaria fue destruida en el puerto de La Goleta, tras lo que sus efectivos se unieron fortuitamente a los de Bazán para arrasar juntos Bizerta.